# Дзербене
Дзе́рбене (латыш. Dzērbene) — населённый пункт («крупное село», латыш. lielciems) в Латвии (исторический регион Видземе), административный центр Дзербенской волости Цесисского края.
Расположено на правом берегу реки Дзербе, притока Гауи, недалеко от автодороги P30, в 110 км от Риги.
В письменных источниках Дзербене впервые упомянуто в 1357 году, когда на этом месте архиепископ Риги распорядился построить Дзербенский замок (латыш. Dzērbenes viduslaiku pils) и отдал эти земли в управление вассалу (Sīman Serben (Zerben)), от чьей фамилии и произошло название Дзербене (Serben). Населённый пункт образовался вокруг Дзербенского поместья (латыш. Dzērbenes muiža) возведённого на месте бывшего замка. В 1931 году Дзербене присвоен статус густонаселённого места (села).
В Дзербене находится управление волости, средняя школа, музыкальная школа, дворец культуры, библиотека, почта. Историческими и архитектурными памятниками являются Дзербенское поместье с парком, городище Высокая гора (латыш. Augstais kalns), лютеранская церковь.

## Известные люди
- Фридрих Давид Ленц (1745—1809), преподаватель в Дерптском университете.
- Роберт Карлович Фрейтаг (1802—1851), офицер русской армии, участник кавказских войн.
- Иван Августович Кейслер (1843—1897), российский экономист.
- Вольдемар Замуэль (1872—1948), премьер-министр Латвии (1924).
- Дзидра Калныня (1924—2015), народный врач СССР (1979), с 1950 по 1986 год — заведующая Дзербенской сельской амбулаторией.